# Scoutisme en Belgique
 (février 2019).

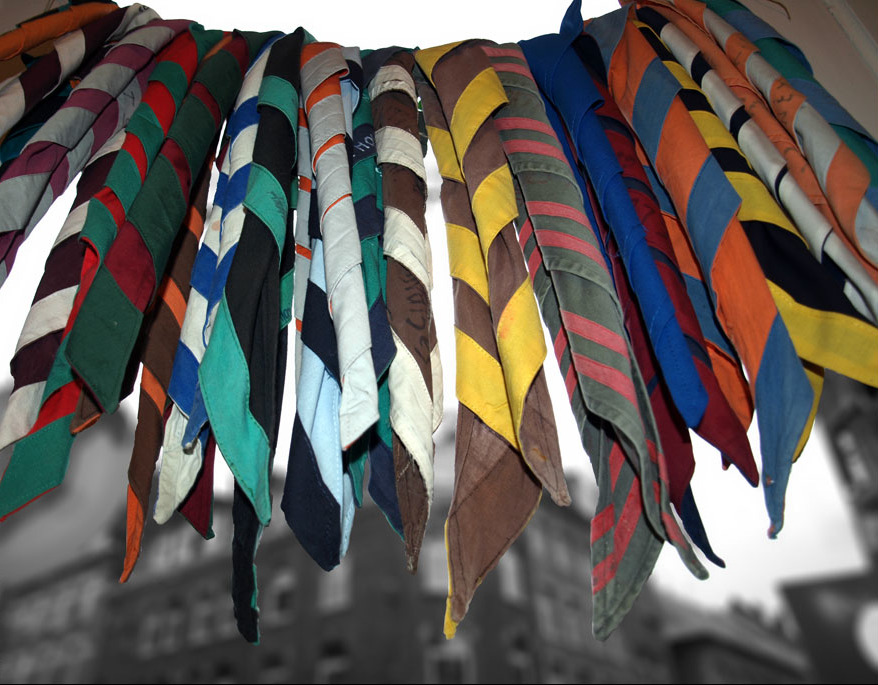
Des foulards

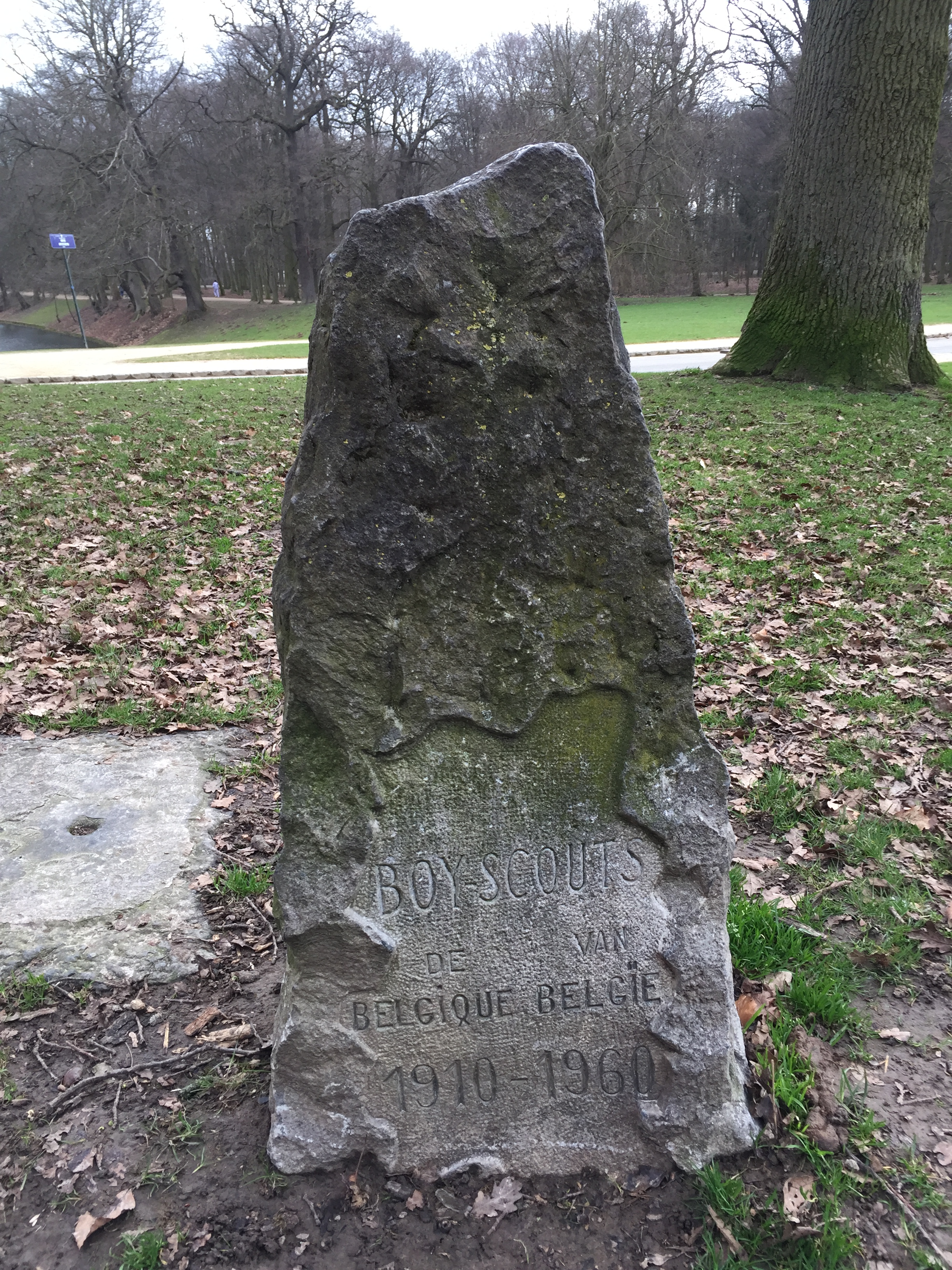
Stèle au Bois de la Cambre pour le 50e anniversaire des BOY-SCOUTS de Belgique 1910-1960.

Le scoutisme en Belgique est apparu à partir de 1910. Avec environ 175 000 adhérents en 2019 pour une population de 11 millions d'habitants, la Belgique présente un des plus forts taux de pénétration du scoutisme dans le monde. La plupart des associations et fédérations scoutes font partie de l'association Guidisme et scoutisme en Belgique, adhérente à l'AMGE et l'OMMS.

## Associations

### Guidisme et scoutisme en Belgique
L'association Guidisme et scoutisme en Belgique regroupe différentes fédérations. Elle est membre de l'OMMS et de l'AMGE et est seule reconnue par l’État belge.
En Belgique francophone & germanophone :
- Les Scouts - Fédération des Scouts Baden-Powell de Belgique - 67 500 membres environ (2024)
- Les Guides Catholiques de Belgique - 23 000 membres (2014)
- Les Scouts et Guides Pluralistes (SGP) - 5 000 membres environ

En belgique néerlandophone :
- Scouts en Gidsen Vlaanderen (scouts et guides de Flandres; ex-Vlaams Verbond van Katholieke Scouts en Meisjesgidsen, VVKSM; association néerlandophone) 80 000 membres (2017)
- FOS Open Scouting (FOS - scouts et guides pluralistes néerlandophones) 7 800 membres approximativement.

### Autres associations
Les Verdaj Skoltoj (eo) (« scouts verts ») sont un groupe sans frontières en espéranto.
Les Guides et Scouts d'Europe - Belgique, association francophone et néerlandophone, rattachée à l'UIGSE, compte 1 750 membres environ (2017).

## Histoire du scoutisme en Belgique[1]

### Des origines à la Seconde Guerre mondiale
La première troupe scoute fut fondée à Bruxelles en 1909 par un anglais, Harold Parfitt qui établit cette troupe pour les jeunes britanniques vivant dans la ville ; une autre troupe britannique est développée à Anvers par un autre britannique : Singleton. En observant les activités de cette troupe, les Belges éprouvèrent un vif intérêt pour le scoutisme et créèrent le scoutisme belge.
Les Boy Scouts of Belgium (BSB) furent créés en décembre 1910 à l'initiative du Docteur Antoine Depage (Président), du  Général Comte de t'Serclaes de Wommerson et de Pierre Graux (1875-1953), avocat à la Cour d'Appel (Secrétaire). la première troupe entièrement belge fut fondée à Bruxelles. Ils utilisaient les uniformes et les badges anglais. L'association était ouverte à tous. Dès 1911 apparut une troupe de Girl guides ou Girl Scouts en leur sein mais il faudra attendre la fin de la Première Guerre Mondiale pour qu'elles s'organisent en fédération.
Un an plus tard, en 1912, les catholiques, sous l'impulsion de l'abbé Petit et de Georges De Hasque, se lancent à leur tour dans l’aventure avec la fondation des Belgian Catholic Scouts (BCS) qui adoptent, dès 1913, la dénomination de Baden-Powell Belgian Boy-Scouts (BPBBS).
Durant la guerre, les scouts vont se faire remarquer par leur service à la population : missions de secourisme et d'estafette. Mais le mouvement souffre de l'occupation. Néanmoins, en 1920, un contingent belge participe au premier jamboree scout de Londres.	
Dans les années 1910, le député Valentin Brifaut dénonce l'influence de la franc-maçonnerie dans le scoutisme, avant de s'engager dans la promotion du scoutisme catholique, dont il sera l'un des cadres, sur les conseils du cardinal Francis Bourne, archevêque de Westminster. Son fils Henry Brifaut, occupera également des rôles importants dans la fédération. Il sera le chef de troupe du Prince Baudouin Ier.
Le premier groupe guide, catholique et francophone, naît à Bruxelles en 1915 à l’initiative du Père Melchior Verpoorten. 
L’année 1919 voit la reconnaissance internationale des Girl Guides de Belgique ("neutres") et des Baden Powell Belgian Girl Guides (catholiques, appelées ensuite Guides Catholiques de Belgique - Katholieke Meisjesgidsen van België, GCB/KMGB), la création, au sein de ce mouvement, du premier groupe néerlandophone à Merksem. 
Les années 1920 se révèlent surtout une période de fondation pour les mouvements qui, outre le fait de devoir apprivoiser une opinion publique qui leur est encore hostile, doivent approfondir leurs méthodes, notamment à la suite de la création du louvetisme pour les plus jeunes en 1916 (8-12 ans) et de la Route pour les aînés (18 ans et plus) en 1920. Pour favoriser leur extension en Flandre, les scouts catholiques décident également de se scinder en deux ailes linguistiques autonomes à partir de 1929. C’est la naissance de la Fédération des Scouts Catholiques (FSC) pour les francophones et du Vlaams Verbond der Katholieke Scouts (VVKS) pour les néerlandophones. Ces mises au point permettent aux scouts pluralistes et catholiques de considérablement progresser au cours des années 1930, de même qu’au cours de la Seconde Guerre mondiale, où tous les mouvements doubleront pratiquement leurs effectifs en cinq ans, pour atteindre un total de près de 45 000 scouts en 1945.
Du côté guide, après des années 1920 un peu tâtonnantes, les deux mouvements connaissent une phase d’extension considérable dans les années 1930. Trois branches structurent alors l’effectif implanté surtout dans les villes : les 8-11 ans (claires-joies, lutins), les 11-16 (guides), et 16+ (guides éclaireuses, routières, clans). En 1928, les guides belges sont membres fondateurs de l’Association Mondiale des Guides et des Éclaireuses (AMGE).
À partir de 1933, les Guides Catholiques de Belgique (les GCB)/KMGB s’ouvrent aux guides handicapées. En 1934, elles sont officiellement reconnues par l’Église belge.  Linguistiquement unitaires jusqu’alors, elles vivent, en 1939, une première sécession des "Blauwe Gidsen", prélude à la division linguistique des associations, qui sera reconnue en 1961 pour les catholiques et en 1966 pour les pluralistes.

### Guerre et après-guerre
Pendant la Deuxième Guerre mondiale, les activités se poursuivent de façon discrète. L'uniforme est interdit. Les activités doivent théoriquement être signalées à l'occupant. À la libération, l’effectif a doublé et atteint 6 000 membres. Les options pédagogiques et de structure vont alors prendre un coup "de jeune" et faire la place plus large au fonctionnement démocratique ainsi qu'à l'ouverture sur le vaste monde. 
Le mouvement prend son essor au Congo où les GCB/KMGB surtout, envoient à partir de 1933, mais surtout dans les années 1950, des cheftaines pour former les groupes mixtes et "indigènes" et des cadres pour aider à y structurer l’association congolaise.
L’immédiat après-guerre voit par contre un tassement et même un recul des effectifs scouts jusqu’au début des années 1950, à partir desquelles la croissance reprendra de plus belle jusqu’à la seconde moitié des années 1990. En attendant, scouts et guides pluralistes décident de s’unir en 1945 pour fonder les Boy-Scouts et Girl-Guides de Belgique (BSB-GGB), une union nationale qui se maintiendra 21 années avant une scission linguistique en 1966. Les francophones formeront alors la Fédération des Éclaireurs et des Éclaireuses (FEE), devenue l’association des Scouts et Guides Pluralistes (SGP) de Belgique depuis 1992, tandis que les 
néerlandophones se regrouperont en une Federatie voor Open Scoutisme (FOS). Ce premier regroupement éducatif fait des émules en 1973, les scouts catholiques néerlandophones décidant de s’unir à leurs consœurs catholiques, ces dernières s’étant d’autre part scindées de leurs homologues francophones en 1961, pour former l’actuel Vlaams Verbond van Katholieke Scouts en Meisjesgidsen (VVKSM - rebaptisés en 2006 Scouts en Gidsen Vlaanderen).
Les années 1960 et 1970 amorcent de profondes mutations, qui se traduiront notamment par la création de nouvelles sections (entre autres pour les 6-8 ans et pour le groupe plus spécifique des 16-18 ans) et par l’introduction de nouvelles méthodes pédagogiques, ainsi que par l’adoption de la coéducation et de la mixité. 
À la suite de la sécularisation croissante de la société, les mouvements catholiques atténueront également leur spécificité religieuse au profit d’une formation spirituelle plus personnalisée et ouverte. C’est à ce titre que les scouts catholiques francophones ont décidé de changer de dénomination en 1999 pour devenir Les Scouts – Fédération catholique des Scouts Baden-Powell de Belgique (FCS).
Du côté guide également, le travail pédagogique se nuance par la création de nouvelles tranches d’âge (les 5-7 ou 6-8 ans, la division de la branche adolescente en 12-14 et 14-16, ou 11-15 et 15-17) et par l’adoption, à côté des méthodes de progression individuelle, de pédagogies de groupe et du projet. L’ouverture sociétale est manifeste car là où avant la guerre, l’objectif était de former de "bonnes maîtresses de maison", il s’agit à présent de faire émerger des "citoyens du monde", solidaires, accueillant la différence,  et engagés localement, internationalement et envers l’environnement en vue de la construction d’un monde meilleur. La recherche spirituelle, dimension fondamentale, délaisse, du côté GCB et VVKSM, un certain militantisme catholique pour prôner un chemin plus personnalisé et ouvert, tandis que du côté des SGP et de la FOS, la "neutralité" de départ prend les couleurs du pluralisme et de l’ouverture. 
Le développement et la place de la femme dans la société reste un enjeu majeur pour tous les mouvements, même si à partir de 1979, ils sont tous ouverts aux filles comme aux garçons, et offrent la possibilité de vivre le scoutisme/guidisme dans des groupes unisexes ou coéduqués.
Le 29 avril 2007, les cinq fédérations du pays s’unissent pour célébrer le centième anniversaire du scoutisme. Le rassemblement amène plus de 100 000 scouts et guides dans la capitale avec en apothéose deux représentations d’un spectacle, dans un stade Roi Baudouin comble. C'est à ce jour le plus grand rassemblement scout jamais organisé au monde.

### Récapitulatif des dates importantes
- 1910 : Création des Scouts Pluralistes (BSB)
- 1912 : Création des Scouts Catholiques (BPBBSS)
- 1915 : Création des Guides Catholiques de Belgique (BPBGG - AGCB)
- 1919 : Création des Guides Pluralistes (GGB)
- 1929 : Scission des Scouts Catholiques en une branche francophone (FSC) et une branche néerlandophone (VVKS)
- 1945 : Fusion des Guides et Scouts Pluralistes
- 1956 : La Belgique participe au Jamboree de ROME  en présence de Lady Baden Powel(3 participantes représentent les 3 régions: Bruxelles- Flandres - Wallonie)
- 1961 : Scission des Guides Catholiques de Belgique en une branche francophone (GCB) et une branche néerlandophone (VVKM)
- 1966 : Scission linguistique des Pluralistes (FOS et FEE)
- 1973 : Fusion des VVKM et VVKS en VVKSM
- 1992 : La FEE devient les SGP
- 1999 : La FSC change son nom en Les Scouts (Les Scouts - Fédération Catholique des Scouts de Belgique)
- 2006 : VVKSM devient Scouts en Gidsen Vlaanderen
- 2007 : Festivités à Bruxelles pour les 100 ans des scouts (JamBE)
- 2008 : Les Scouts - Fédération Catholique des Scouts de Belgique change son nom en Les Scouts - Fédération des Scouts Baden-Powell de Belgique
- 2012 : La Fédération des Scouts Baden-Powell de Belgique rassemble quelque 22 000 scouts à Namur pour fêter ses 100 ans (Start)